# Tom Wolf
Tom Wolf (hay Thomas Westerman Wolf, sinh ngày 17 tháng 11 năm 1948) là một chính trị gia và doanh nhân người Mỹ. Ông từng là Thống đốc thứ 47 của tiểu bang thịnh vượng chung Pennsylvania kể từ năm 2015 đến năm 2023; nguyên là Bộ trưởng Bộ Doanh thu Pennsylvania thuộc nội các tiểu bang từ năm 2007 đến năm 2008. Là một Đảng viên Đảng Dân chủ, ông là chính trị gia tự do, lãnh đạo Pennsylvania thực hiện các chính sách tự do xã hội, triển khai Đạo luật Bảo vệ Bệnh nhân và Chăm sóc Sức khỏe, chiến dịch It's On Us PA nhằm bảo vệ học sinh, sinh viên trong hoạt động giáo dục; cấm cắt phá thủy lực, cấm thi hành án tử hình và phe Cộng hòa.
Tom Wolf là Cử nhân Nghệ thuật (BA), Tiến sĩ Khoa học chính trị (PhD) và còn là một doanh nhân, hoạt động nhiều năm trong lĩnh vực kinh tế. Ông là Giám đốc điều hành trong doanh nghiệp do gia đình ông sở hữu, đã đánh bại áp đảo Thống đốc nhiệm kỳ trước (2011 – 2015) của Đảng Cộng hòa Tom Corbett trong cuộc bầu cử năm 2014 và tái đắc cử vào năm 2018, tiếp tục sự nghiệp trong những năm 70 tuổi.

## Xuất thân và giáo dục
Tom Wolf sinh ra và lớn lên ở thị trấn Mount Wolf, quận York, Pennsylvania, là con trai của Cornelia Rohlman (nhũ danh Westerman, 1923 – 2018) và William Trout Wolf (1921 – 2016), một giám đốc điều hành kinh doanh. Quê nhà của ông, thị trấn Mount Wolf được đặt theo tên của tổ tiên ông, người từng là thủ thư bưu điện của thị trấn. Thời niên thiếu, ông được nuôi dạy bởi Phong trào Giám lý thuộc Kháng Cách, hiện chuyển sang đang liên kết với Giáo hội Giám nhiệm, Kháng Cách, nhưng thuộc Công giáo. Tom Wolf theo học phổ thông và tốt nghiệp Trung học The Hill, một trường nội trú ở Pottstown, Pennsylvania vào năm 1967. Sau khi tốt nghiệp phổ thông, ông tới Hanover, New Hampshire, học Đại học Dartmouth theo diện hỗ trợ của chình phủ, nhận bằng Cử nhân Nghệ thuật năm 1972. Sau đó, ông sang London, Anh để học từ Đại học London, nhận bằng Thạc sĩ năm 1978, và trở về Massachusetts học Viện Công nghệ Massachusetts, trở thành Tiến sĩ Khoa học chính trị năm 1981. Khi còn là sinh viên tại Dartmouth, ông gia nhập Đoàn Hòa bình và dành hai năm tình nguyện ở Ấn Độ. Sau khi nhận bằng Tiến sĩ, luận án của ông Hạ viện Hoa Kỳ được Hiệp hội Khoa học Chính trị Hoa Kỳ (American Political Science Association) vinh danh là xuất sắc nhất năm 1981. Thời gian này, ông đã từ chối cơ hội phỏng vấn cho một vị trí giảng viên tại Đại học Harvard để bắt đầu sự nghiệp của mình tại The Wolf Organization với tư cách là người quản lý một cửa hàng True Value thuộc sở hữu của công ty.

## Kinh doanh và chính trị thời đầu

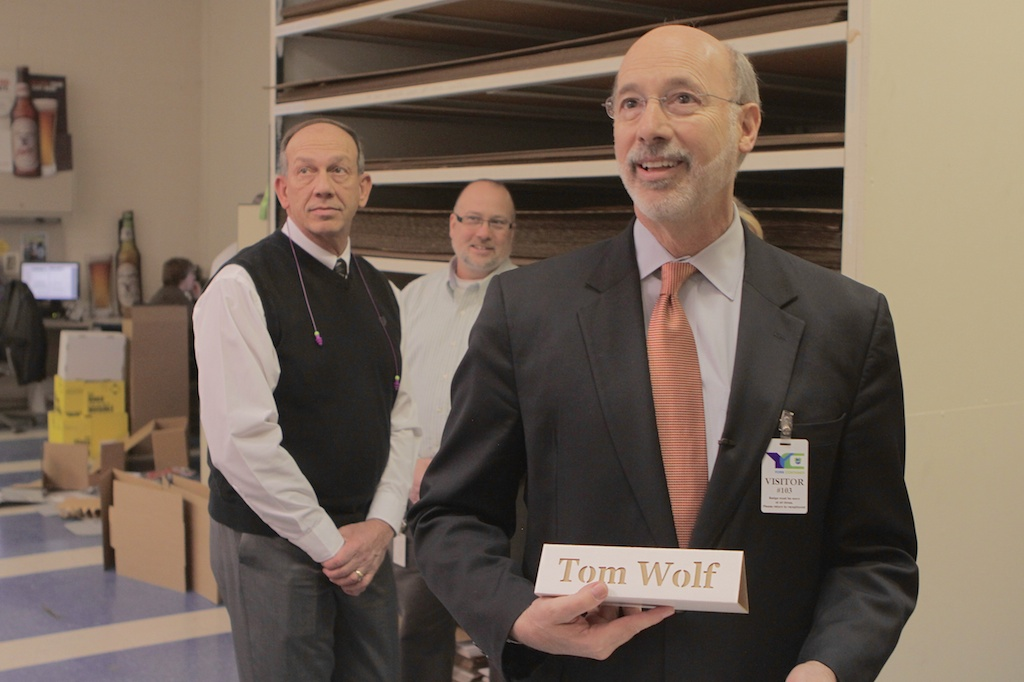
Tom Wolf tại quê nhà York năm 2014.

Tom Wolf mua The Wolf Organization vào năm 1985 cùng hai đối tác. Trong thời kỳ quản lý của Thống đốc Robert P. Casey (1987 – 1995), ông phục vụ trong một hội đồng phát triển kinh tế của Ủy ban Lập pháp Pennsylvania về trường học đô thị. Năm 2006, ông bán công ty của mình cho một công ty cổ phần tư nhân; đến tháng 1 năm 2007, ông được Thống đốc Ed Rendell đề cử làm Bộ trưởng Bộ Doanh thu Pennsylvania. Ông phục vụ ở vị trí này trong nội các của Ed Rendell kể từ khi được Thượng viện bang Pennsylvania xác nhận vào tháng 4 năm 2007 cho đến khi từ chức vào tháng 11 năm 2008. Sau đó, ông đã lên kế hoạch tranh cử Thống đốc bang Pennsylvania trong cuộc bầu cử năm 2010, nhưng không tiến hành, dành thời gian mua lại The Wolf Organization đang ở trong nguy cơ phá sản để phục hồi doanh nghiệp. Ông tiếp tục giữ vai trò điều hành trong The Wolf Organization cho đến khi từ chức vào tháng 12 năm 2013 để tập trung vào chiến dịch tranh cử của mình, và rút khỏi hội đồng quản trị hoàn toàn vào tháng 12 năm 2014 sau cuộc bầu cử của ông. Bên cạnh đó, Tom Wolf tham gia các tổ chức phi chính phủ ở địa phương của mình, là Chủ tịch United Way, Community Foundation của quận York, Trường York, và là Chủ tịch Phòng Thương mại quận York. Ông cũng đã hoạt động tích cực trong Trung tâm Cộng đồng Do Thái York, Bệnh viện Tưởng niệm York, và một hệ thống truyền hình công cộng trong khu vực.

## Thống đốc Pennsylvania

### Tuyển cử

#### Năm 2014

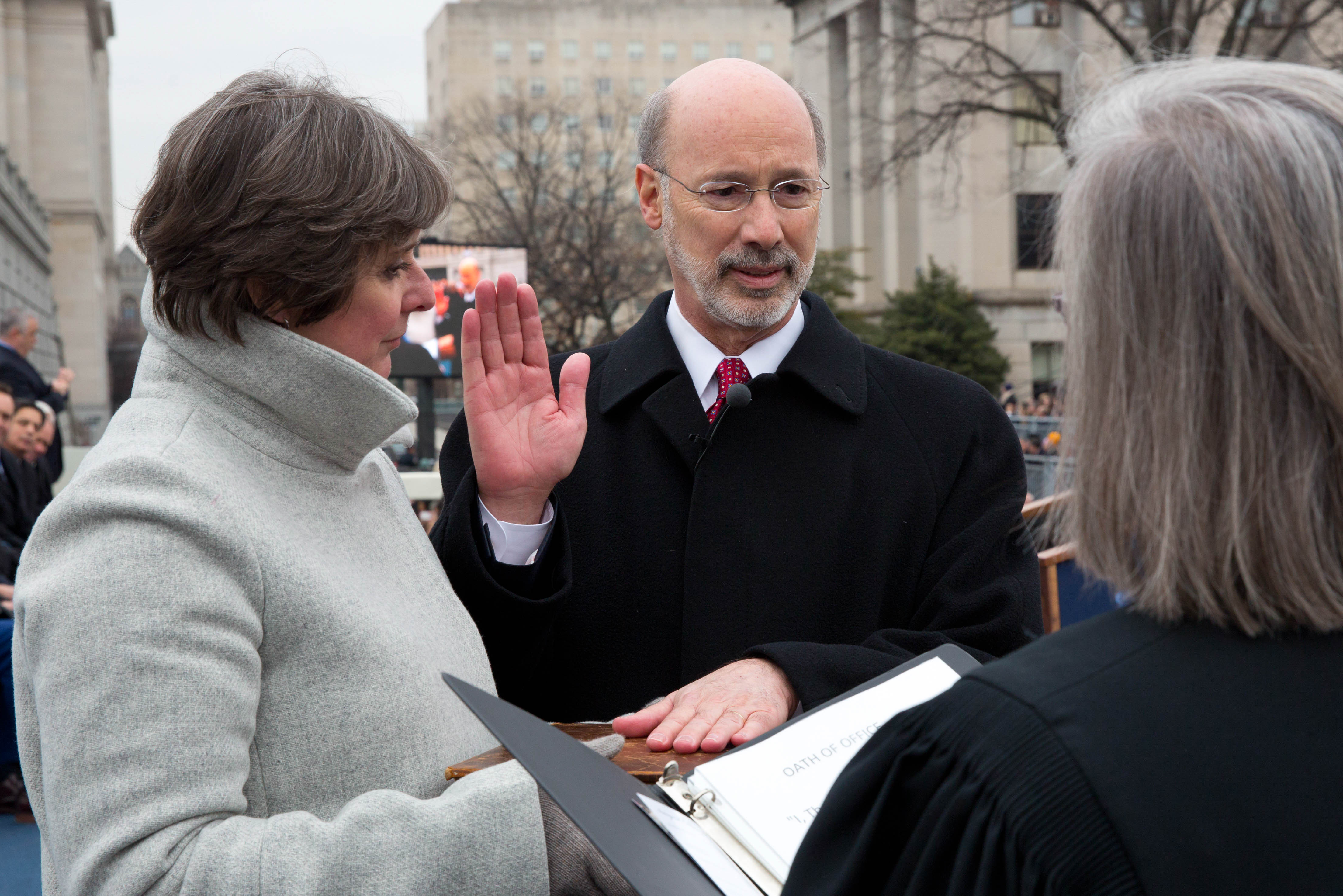
Tom Wolf và phu nhân Frances Wolf (bên trái) tuyên thệ nhậm chức Thống đốc Pennsylvania vào năm 2015.

Vào ngày 02 tháng 4 năm 2013, Tom Wolf tuyên bố ứng cử vào chức vụ Thống đốc bang Pennsylvania trong cuộc bầu cử năm 2014. Ông đã cam kết sẽ đóng góp 10 triệu USD tài sản cá nhân của mình cho cuộc bầu cử sơ bộ, cùng với ít nhất 5,0 triệu USD từ những người ủng hộ khắp tiểu bang. Ông là người thứ ba tuyên bố ứng cử, sau John Hanger của Bộ Bảo vệ Môi trường Pennsylvania và Max Meyers từ quận Cumberland, đã có ít nhất bốn người khác được cho là sẽ tham gia cuộc đua. Đến tháng 3 năm 2014, một số cuộc thăm dò cho thấy Tom Wolf là người dẫn đầu trong cuộc chạy đua cho sự đề cử của ứng viên Đảng Dân chủ sau một chiến dịch truyền hình rộng rãi. Một cuộc thăm dò của Đại học Franklin & Marshall được thực hiện vào cuối tháng 2 năm 2014 cho thấy ông dẫn đầu với khoảng cách 27 điểm so với đối thủ cạnh tranh gần nhất là Allyson Schwartz, và 26 điểm theo cuộc thăm dò của hãng Harper Polling.
Vào cuối tháng 4 và đầu tháng 5 cùng năm, ông phải đối mặt với các cuộc cạnh tranh truyền thông từ ứng cử viên Rob McCord, Bộ trưởng Ngân khố Pennsylvania và Charlie Robertson, cựu Thị trưởng quận York. Các cuộc cạnh tranh diễn ra vời nhiều cáo buộc từ các bên, bất chấp những điều đó, một cuộc thăm dò ý kiến của Đại học Muhlenberg College cho thấy ông tiếp tục dẫn đầu với 38% so với 13% của Allyson Schwartz và 11% của Rob McCord. Ngày 20 tháng 5 năm 2014, trong cuộc bầu cử sơ bộ Đảng Dân chủ, Tom Wolf đã đánh bại Allyson Schwartz, Rob McCord và Katie McGinty để trở thành ứng viên của Đảng Dân chủ. Ông đối mặt với ứng viên  Đảng Cộng hòa, Thống đốc đương nhiệm Tom Corbett trong cuộc tổng tuyển cử vào tháng 11. Bước vào hai tháng cuối cùng của chiến dịch, một số cuộc thăm dò đã chỉ ra lợi thế khác nhau nhưng nhất quán cho hai nhân vật. Mặc dù Tom Corbett đã thu hẹp dần khoảng cách nhưng Tom Wolf vẫn giữ vững vị trí dẫn đầu trong cuộc đua. Vào ngày 04 tháng 11, ông đã giành chiến thắng với tỷ lệ 54,9–45% phiếu bầu. Chiến thắng của ông rất đáng chú ý vì đã chiến thắng ở các khu vực truyền thống của Đảng Cộng hòa trong bang. Tom Wolf là ứng viên đầu tiên giành chiến thắng một Thống đốc đang đương nhiệm của Pennsylvania kể từ khi các Thống đốc đủ điều kiện để tái đắc cử vào năm 1968.

#### Năm 2018
Tom Wolf đã tái tranh cử thành công nhiệm kỳ thứ hai vào năm 2018. Ông tiếp tục được ủng hộ trong cuộc bầu cử sơ bộ của Đảng Dân chủ, đánh bại Thượng nghị sĩ tiểu bang từ Đảng Cộng hòa Scott Wagner trong cuộc tổng tuyển cử vào ngày 08 tháng 11 năm 2018, với tỷ lệ 57–40,8% phiếu bầu. Ông là Thống đốc Pennsylvania đầu tiên thắng cử hai lần trong khi thua cả hai lần tại quận quê hương tức quận York.

### Nhiệm kỳ

#### Giai đoạn 2015 – 2019

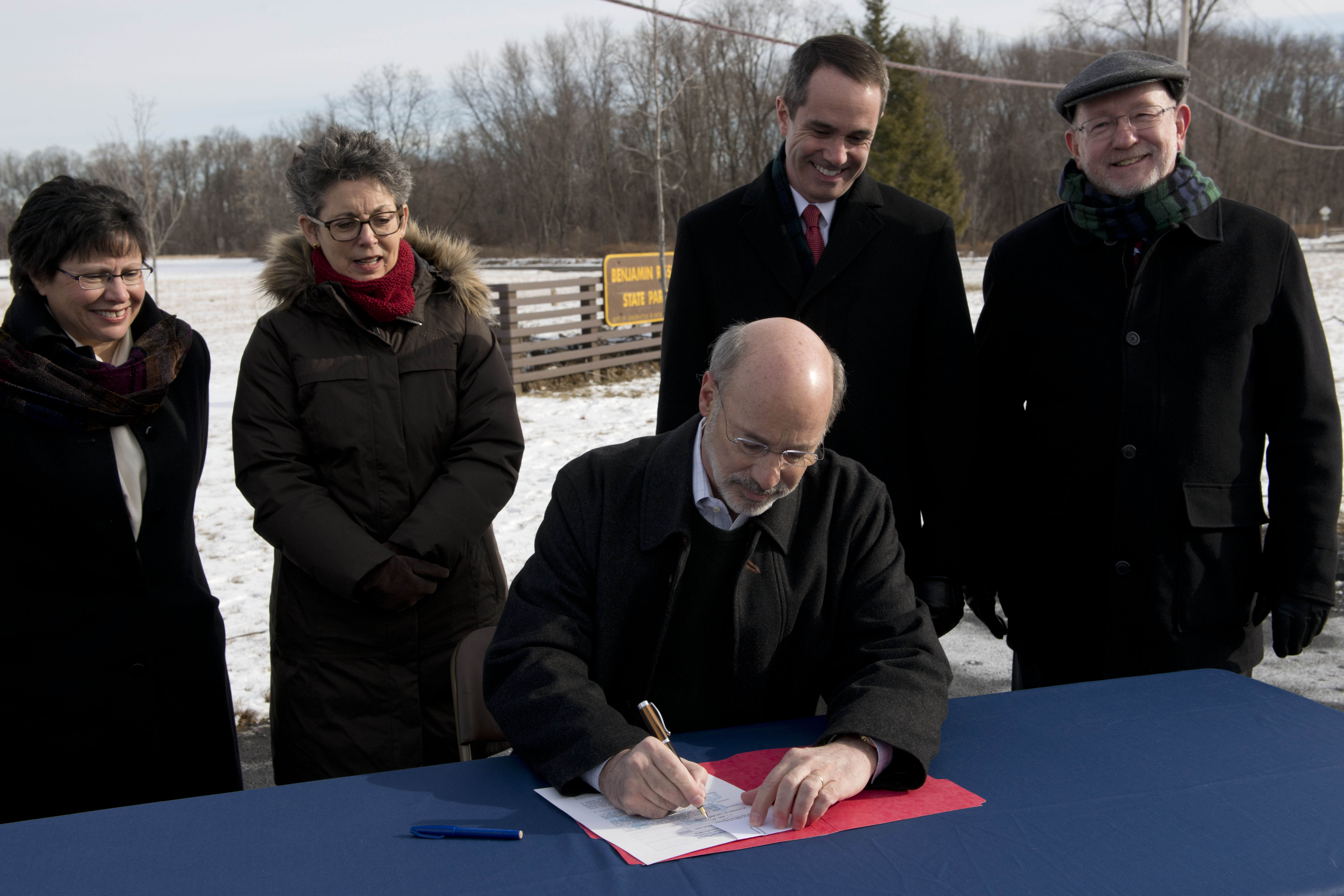
Tom Wolf ký lệnh cấm thủy lực cắt phá vào năm 2015.

Tom Wolf nhậm chức Thống đốc thứ 47 của Pennsylvania sau khi Tom Corbett hết nhiệm kỳ vào ngày 20 tháng 1 năm 2015, với buổi lễ nhậm chức diễn ra trước Tòa nhà Điện Capital tiểu bang Pennsylvania ở thủ phủ Harrisburg. Sau khi nhậm chức, ông quyết định không chuyển đến Dinh Thống đốc Pennsylvania mà thay vào đó là cư trú tại nhà của ông ở quận York; Dinh Thống đốc sẽ vẫn được sử dụng cho các sự kiện chính thức và các chức năng khác. Ngay sau khi tuyên thệ nhậm chức, ông đã ký hai lệnh gồm lệnh cấm tặng quà cho công chức và lệnh yêu cầu quy trình đấu thầu cho các hợp đồng pháp lý bên ngoài; ông cũng khôi phục lệnh cấm cắt phá thủy lực trong các khu vực bảo vệ môi trường bang; lệnh cấm thi hành án tử hình ở Pennsylvania; và động thái mở rộng toàn diện Medicaid theo Đạo luật Bảo vệ Bệnh nhân và Chăm sóc Sức khỏe Hợp túi tiền của phe Dân chủ. Tháng 3 năm 2015, ông đã đề xuất ngân sách tiêu bang đầu tiên, trong đó bao gồm tăng chi tiêu cho giáo dục, giảm thuế tài sản và thuế doanh nghiệp, cũng như thuế tài nguyên mới đối với khí tự nhiên. Ông đã ký các dự luật luật hợp pháp hóa cần sa y tế ở Pennsylvania, cải cách lương hưu và mở rộng số tội danh mà các bị cáo hình sự cũ có thể bị niêm phong, cùng với các luật khác.
Vào ngày 01 tháng 7 năm 2015, Tom Wolf đã phủ quyết điều khoản về ngân sách do Cơ quan Lập pháp Pennsylvania đệ trình lên, gây ra tranh chấp ngân sách giữa Thống đốc và Cơ quan Lập pháp. Điều này đánh dấu lần đầu tiên một Thống đốc Pennsylvania phủ quyết toàn bộ dự luật ngân sách kể từ khi Milton Shapp phủ quyết vào năm 1976. Ông cho rằng ngân sách không được cân bằng, phản bác tuyên bố của phe Cộng hòa rằng nó sẽ cung cấp thêm tài trợ ở một số khu vực nhất định mà không tăng thuế. Một điểm tranh cãi trong quá trình lập ngân sách là ông đã phản đối đề xuất tư nhân hóa việc bán rượu của Pennsylvania. Sau đó, tiểu bang đã hoạt động mà không có ngân sách đầy đủ trong 267 ngày, khoảng thời gian dài nhất không có ngân sách đầy đủ trong lịch sử Pennsylvania cho đến khi ngân sách 2015 – 2016 trở thành luật mà không có chữ ký của Tom Wolf vào tháng 3 năm 2016. Vào ngày 24 tháng 2 năm 2016, ông thông báo rằng đã được chẩn đoán mắc bệnh ung thư tuyến tiền liệt, cũng thông báo rằng căn bệnh này sẽ không cản trở khả năng làm việc của mình.
Vào tháng 1 năm 2016, tại Trường Elizabethtown, Tom Wolf đã công bố khởi động chiến dịch It's On Us PA, nhằm mục đích nâng cao nhận thức về tấn công tình dục trong trường học và trong khuôn viên đại học. Pennsylvania trở thành tiểu bang đầu tiên thực hiện một chiến dịch trên toàn tiểu bang kêu gọi sự hợp tác của các trường học, cơ quan thực thi pháp luật, các tổ chức dịch vụ nạn nhân và các thành viên cộng đồng khác để thúc đẩy nhận thức, giáo dục và can thiệp bên ngoài đối với bạo lực tình dục đặc biệt trong khuôn viên trường học. Một số trường, bao gồm Franklin và Marshall, Butler County Community đã ký tên vào sáng kiến này. Vào ngày 30 tháng 11 năm 2016, ông đã thông báo về việc trao tặng một triệu USD của It's On Us PA cho 36 trường sau trung học trong tiểu bang nhằm chống lại bạo lực tình dục trong khuôn viên các trường này. Tháng 1 năm 2018, Tom Wolf tuyên bố cuộc khủng hoảng nghiện heroin và opioid ở Pennsylvania là tình trạng khẩn cấp trên toàn tiểu bang. Pennsylvania trở thành tiểu bang thứ tám tuyên bố.

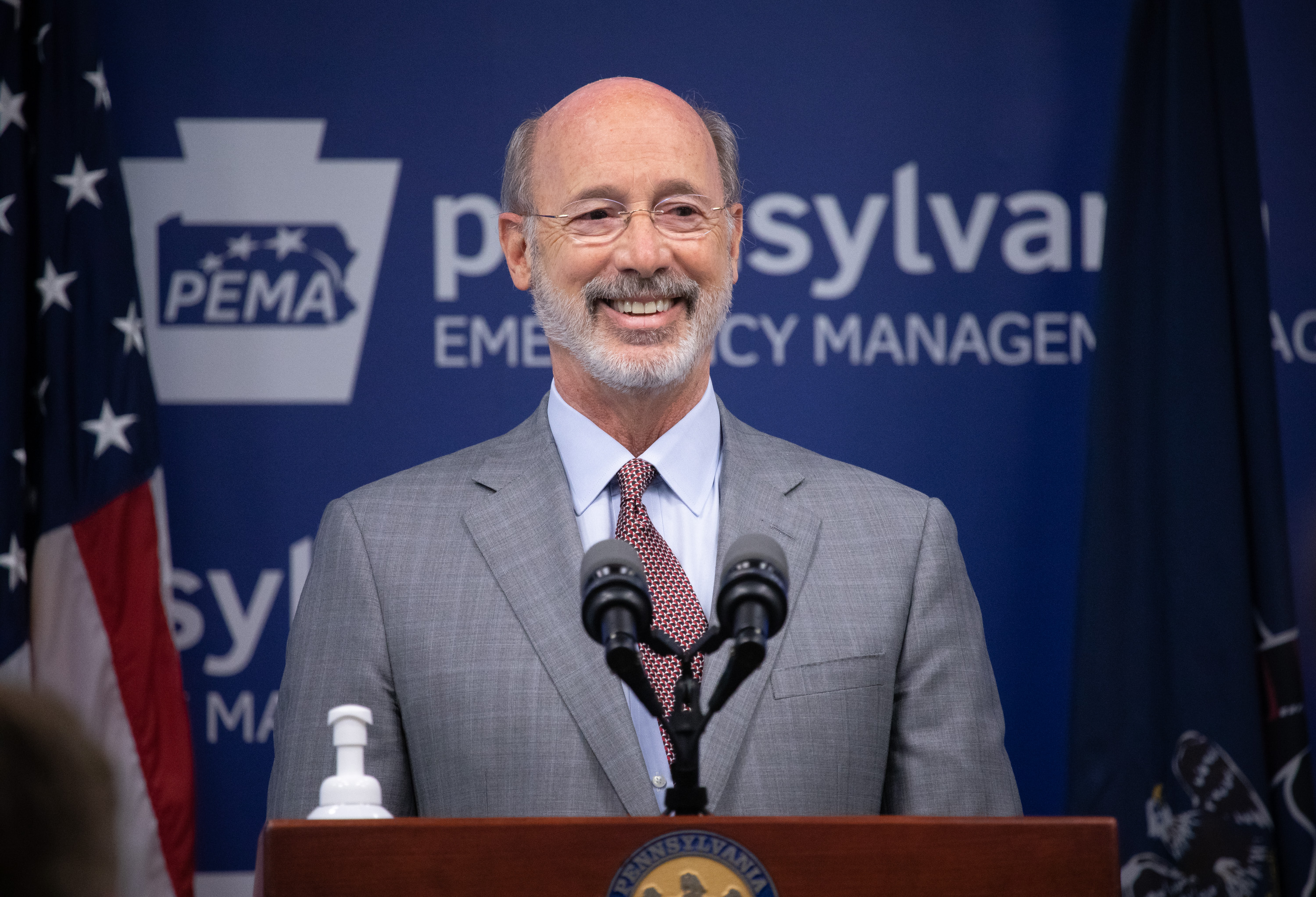
Tom Wolf công bố một chương trình hỗ trợ doanh nghiệp nhỏ trong Đại dịch COVID-19 năm 2020.

#### Giai đoạn 2019 – 2023
Vào năm 2019, năm đầu tiên của nhiệm kỳ thứ hai, Tom Wolf đã ký luật cho phép bỏ phiếu bằng thư không có lý do ở Pennsylvania. Từ năm 2020, Đại dịch COVID-19 bùng phát và gây ảnh hửng toàn cầu, khiến nhiều vấn đề về xã hội, kinh tế và chính trị diễn ra ở Pennsylvania. Ngày 23 tháng 6 năm 2020, Hạ nghị sĩ tiểu bang Daryl Metcalfe (R, quận Butler) và 24 nhà bảo trợ đã đưa ra năm điều khoản luận tội tại Hạ viện tiểu bang đối với Wolf dựa trên cáo buộc cho rằng ông đã gây thiệt hại cho nền kinh tế của Pennsylvania và vượt quá quyền hạn của mình bằng cách áp đặt đơn phương và trái pháp luật việc giảm nhẹ đơn đặt hàng giữa đại dịch COVID-19. Vào ngày 14 tháng 9 năm 2020, Thẩm phán Tòa án quận William S. Stickman IV đã ra phán quyết rằng những hạn chế do Tom Wolf đặt ra trong đại dịch là vi hiến, vi phạm quyền tự do hội họp được bảo đảm bởi Tu chính án thứ nhất. Về mặt cá nhân, vào ngày 09 tháng 12 năm 2020, Tom Wolf thông báo rằng ông đã có kết quả xét nghiệm dương tính với COVID-19 và gia đình tự cách ly tại nhà ở York, khỏi bệnh trong cùng tháng.

## Lịch sử tranh cử
Tom Wolf tham gia hai cuộc Tổng tuyển cử Thống đốc tiểu bang Pennsylvania năm 2014 và 2018, đều giành chiến thắng với tỷ lệ áp đảo trong nội bộ Đảng Dân chủ và đối thủ Đảng Cộng hòa khắp Pennsylvania.

## Đời tư
Tom Wolf gặp Frances Wolf (1952) trong những năm học tại London. Frances Wolf là người Mỹ sinh ra ở Brooklyn từ bé cho đến khi trưởng thành đã đi cùng bố mẹ, sống ở nước ngoài như Iran, Đức, Pháp, Pakistan, United Kingdom. Những năm 1970, bà học ở Đại học London, Tom Wolf du học Anh, hai người gặp nhau cùng trường, yêu nhau và rồi lấy nhau vào năm 1975. Vợ chồng trở về và chung sống ở Hoa Kỳ sau đó, Tom Wolf theo lĩnh vực kinh doanh và chính trị, Frances Wolf tiếp tục học và là họa sĩ. Họ có hai con gái lớn là Sarah Wolf và Katie Wolf.